# Bundestresorerie
Die Bundestresorerie ist das dem Eidgenössischen Finanzdepartement unterstellte schweizerische Schatzamt. Sie stellt die Zahlungsbereitschaft der Bundesverwaltung und einiger Bundesbetriebe sicher und nimmt teils auch deren Gelder zur Anlage entgegen.
Primäre Aufgabe der Bundestresorerie ist es, die Liquiditätsschwankungen der angeschlossenen Einheiten innerhalb eines Monats sowie des Jahres auszugleichen. Um diese Schwankungen aufzufangen, wurden Tresoreriereserven aufgebaut. Die Liquiditätssteuerung erfolgt sowohl auf dem Wege der kurzfristigen Geldaufnahme auf dem Geldmarkt als auch längerfristig beispielsweise durch Emission von Obligationen. Für mittelfristigen Geldbedarf, zum Beispiel bis höchstens ein Jahr, wurde 1979 die Geldmarkt-Buchforderung geschaffen, welche Nationalbank, Geschäftsbanken und Nichtbanken als Kreditgeber vorsieht.